# Puerto Madero
Puerto Madero je městská čtvrť, část Buenos Aires, hlavního města Argentiny. Nachází se ve východní části města na břehu estuáru Río de la Plata.

## Název
Název čtvrti je odvozen od jména místního obchodníka Eduarda Madera, který vymyslel tři projekty na výstavbu nového městského přístavu, který by nahradil starý přístav ve čtvrti La Boca. Vítězný projekt vybral přímo prezident republiky Julio Argentino Roca v roce 1882, což znamenalo začátek výstavby současného Puerto Madero.

## Poloha
Puerto Madero je jednou ze 48 čtvrtí („barrios“) Autonomního města Buenos Aires. Nachází se ve východní části města přímo na pobřeží Río de la Plata. Její poloha, která se nachází v blízkosti historického centra města, ale zároveň je na břehu estuáru, dělá z této čtvrti jednu z nejlukrativnějších v Buenos Aires. Jižně (jihozápadně) se nachází čtvrť La Boca, západně hraničí Puerto Madero se čtvrtěmi San Telmo, Monserrat a San Nicolás. Na severozápadě se nachází část Retiro. Z ostatních stran je Puerto Madero obklopeno estuárem Río de la Plata. Nachází se zde také přírodní rezervace Reserva ecológica de Buenos Aires.

## Historie

### Počátky
Již od svého založení nemělo Buenos Aires takový přístav, v němž by mohly bez problémů kotvit i velké lodě s hlubokým ponorem. Pro obranné účely to sice bylo vhodné, ale pro obchodní (nakládka a vykládka zboží) to bylo omezující, což mělo vliv i na nedostatečný rozvoj obchodu. Z tohoto důvodu musely větší obchodní lodě zůstávat zakotvené dál od přístavu a pro zboží musely z přístavu jezdit menší lodě, což způsobovalo problémy a zvyšovalo cenu zboží. Stejně tak byly lodě, které musely často několik dní zůstat zakotveny na otevřeném moři, vystavovány různým přírodním rizikům. Prvním projektem, který se snažil tento problém řešit, byla stavba dvou dlouhých mol v roce 1860. V roce 1882 však vláda prezidenta Julia Argentina Roca rozhodla, že je třeba problém řešit jinak.
Prezident vybral projekt vytvořený obchodníkem Eduardem Maderem, který byl synovcem tehdejšího viceprezidenta Francisca Bernabé Madera a měl na starosti projekt výstavby nového přístavu. Vítězný projekt byl vytvořen anglickými inženýry ze společnosti Hawkshaw, Son & Hayter a spočíval ve vytvoření systému přehrad se dvěma přístupovými kanály na severu a jihu. Jiný anglický inženýr Luis Huergo představil jiný projekt, který spočíval v prohloubení již existujícího přístavu v La Boce, který by vytvořil systém otevřených doků umožňujících vstup velkých lodí. Tento návrh byl podpořen představiteli provincie Buenos Aires. Když však v roce 1880 došlo k vynětí Buenos Aires z provincie Buenos Aires a následné federalizaci města na základě zákona, byl vybrán projekt Eduarda Madera přímo prezidentem republiky. Návrh byl následně schválen parlamentem v roce 1884. Od schválení začaly stavební práce, především vybagrování kanálu Boca del Riachuelo.

### Projekt Madero

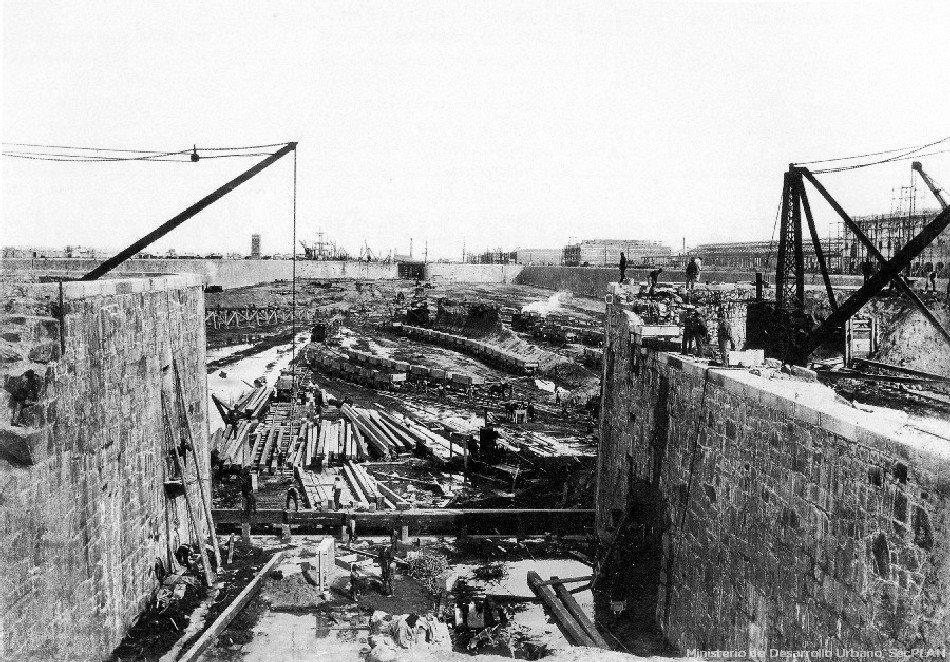
Fotografie z roku 1891 ukazuje stavbu projektu Madero.

Projekt Madero pro nový přístav Buenos Aires byl mnohem složitější a nákladnější než všechny předchozí návrhy. Počítal s úpravou celého pobřeží Río de la Plata od ulice Córdoba (což je kousek jižně od náměstí Plaza San Martín) až po ústí řeky Matanza (zvané také Riachuelo, tedy říčka), která se nachází ve čtvrti La Boca. Tato úprava vytvořila velký umělý ostrov o rozloze přibližně 350 hektarů, který je od města oddělen hrázemi a doky. Pro realizaci stavby byla vybrána anglická společnost Walker & Co. Ltd. Ta použila na stavbu velké množství kamene a písku pocházejících z pobřeží sousední Uruguaye.
Bylo také třeba vytvořit dva přístupové kanály do přístavu (jeden na severu a druhý na jihu), které byly vybudovány vytěžením, resp. vybagrováním dna Río de la Plata v blízkosti nového přístavu tak, aby do něj umožnily přístup velkým lodím. Mělo dojít k vybudování i tzv. severního přístavu, který měl být určen pro vojenské účely, a měl by podle projektu umožnit alternativní odchod lodí v případě nepřátelské námořní blokády a zároveň měl obsahovat suché doky potřebné na opravu lodí. Projekt severního přístavu však byl realizován pouze částečně, protože náklady na jeho vybagrování byly velmi vysoké. Samotný severní kanál se však později stal hlavním přístupem do vybudovaného nového přístavu.
Stavba začala 1. dubna 1887 a k jejím ukončení došlo 31. března 1898, kdy byla otevřena poslední část přístavu. Aby došlo k propojení i nově vzniklého ostrova a doků na jeho straně s městem a tedy druhou stranou přístavu, byly vybudovány čtyři otočné mosty. Ty se otáčely a tím umožňovaly bezproblémový přechod lodí. Avšak samotný Eduardo Madero zemřel v roce 1894 a tak se dokončení projektu nedožil. Jelikož však výstavba přístavu trvala poměrně dlouho, v době otevření poslední části byl již přístav částečně zastaralý a znovu nedostatečně velký pro nové velké lodě. Vláda tak čelila stejnému problému jako předtím. Potřebovala nový velký přístav a tak se vrátila k projektu Luise Huergy, který předtím odmítla. Tento plán počítal s prohloubením původního přístavu La Boca, avšak k tomu nedošlo. Huergo návrh byl použit pro vytvoření zcela nového přístavu, který dostal jméno Puerto Nuevo, tedy Nový přístav. Ten byl otevřen v roce 1911 a stále funguje.

### Revitalizace Puerto Madero
K úplnému dokončení Puerto Nuevo došlo v roce 1926. Tím se stal přístav Madero nepotřebný a zbytečný. Přestože přístavní funkci si částečně zachoval, význam Madera se postupně snižoval, čímž se z nejvýznamnějšího městského projektu stával jedním z nejvíce znehodnocených oblastí města, kde zůstaly pouze sklady a velké množství neupravené půdy. V podstatě hned s otevřením Puerto Nuevo začaly padat návrhy, co s Maderem udělat, ale vláda nepřijala žádná opatření. Až 15. listopadu 1989 vláda rozhodla o přijetí projektu, jehož cílem byla urbanizace a revitalizace Madera. Avšak na území Puerto Madero měly své zájmy různé vládní instituce a tak došlo k podpisu dohody, která přenesla celé území pod společnost Old Puerto Madero Corporation S.A.
Následovaly masivní domácí i zahraniční investice v 90. letech 20. století. Ty vedly k regeneraci a rekonstrukci skladů na elegantní domy, kanceláře, soukromé vysoké školy, hotely, restaurace, bary, kavárny či galerie. Všechny projekty byly zaměřeny na tzv. „Návrat Puerto Madero k řece“. Zároveň došlo k přeměně ulic, v okolí přístavní části byly vybudovány široké bulváry. Všechny ulice jsou pojmenovány po významných ženách. Postupnou rekonstrukci měli na starosti renomovaní architekti z Argentiny i zahraničí. Později tak Puerto Madero patřilo mezi nejmodernější čtvrti Buenos Aires. Ceny nemovitostí jsou zde poměrně vysoké a tak se stala cílem pro zahraniční investory, kteří skupují místní nemovitosti. V roce 2001 byl otevřen most Puente de la Mujer, tedy Ženský most, který je taktéž otočným mostem. Svou moderní konstrukcí se rychle stal jedním ze symbolů Puerto Madero. Několik uměleckých projektů, jako například umělecké muzeum Fortabat Art Collection, bylo postaveny z finančních příspěvků Maríe Amalie Lacroze de Fortabat, nejbohatší argentinské ženy. Revitalizace trvala zhruba deset let a stala se tak jediným z nejúspěšnějších stavebních projektů v historii Argentiny.
Po roce 2000 se začalo v této čtvrti s výstavbou výškových budov jako například Alvear Tower, Torres Renoir, Torres El Faro, Château Puerto Madero Residence, Torres Mulieris a mnoha dalších. Avšak některé výškové budovy zde byly vybudovány již dříve například Torre Le Parc a Hotel Hilton Buenos Aires.